# Outside the Wire
Outside the Wire es una película de acción de ciencia ficción estadounidense de 2021 dirigida por Mikael Håfström. Está protagonizada por Anthony Mackie (que también la ha producido) como un oficial androide que trabaja con un piloto de drones (Damson Idris) para detener una catástrofe global. Emily Beecham, Michael Kelly y Pilou Asbæk también son protagonistas. La película fue estrenada por Netflix el 15 de enero de 2021 y recibió críticas mixtas.

## Argumento
En 2036, una guerra civil entre insurgentes prorrusos y resistentes locales en Ucrania lleva a Estados Unidos a desplegar fuerzas de mantenimiento de la paz. Durante una operación, un equipo de marines estadounidenses y soldados robóticos, denominados individualmente con el acrónimo "G.U.M.P.", sufre una emboscada. Desobedeciendo una orden, el piloto de un dron, el teniente primero Harp, despliega un misil Hellfire en un ataque contra un supuesto lanzador enemigo, matando a dos marines pero salvando a 38. Como castigo, Harp es enviado al Campamento Nathaniel, la base de operaciones de los Estados Unidos en Ucrania, donde se le asigna el Capitán Leo, un supersoldado androide altamente avanzado y experimental que se hace pasar por un oficial humano.
Harp y Leo emprenden una misión para evitar que el terrorista Victor Koval se haga con el control de una red de silos de misiles nucleares de la época de la Guerra Fría, con la excusa de entregar vacunas en un campo de refugiados. En el camino, responden a un informe de ataque a un camión de ayuda amigo, lo que resulta en un enfrentamiento entre los marines y los lugareños armados. Después de que un G.U.M.P. dispare a un lugareño que lanzó una piedra al G.U.M.P., el capitán Leo negocia una solución pacífica entregando a los lugareños el contenido del camión de ayuda. Sin embargo, los insurgentes prorrusos tienden una emboscada a los lugareños y a los marines, lo que provoca un tiroteo. Esto obliga a Leo y a Harp a viajar al campo de refugiados a pie, mientras los marines se quedan atrás para enfrentarse a los insurgentes.
Tras llegar al complejo de refugiados, Leo y Harp son tiroteados por un insurgente, que mata a algunos civiles. Leo tortura al insurgente para obtener información, antes de dejarlo para que lo mate la multitud reunida. Leo y Harp se encuentran con su contacto Sofiya, una líder de la resistencia. Sofiya les lleva hasta un traficante de armas que conoce la ubicación de la bóveda bancaria de un banco que contiene los códigos de lanzamiento nuclear que busca Koval. Mientras Harp ayuda a rescatar a los civiles atrapados en un fuego cruzado entre los G.U.M.P. estadounidenses y rusos, Leo recupera los códigos pero no encuentra a Koval. Un ataque con drones convocado por Eckhart destruye el banco y varios edificios, lo que lleva al mando militar a creer que tanto Koval está muerto como Leo destruido.
Harp se reúne con Leo, quien le dice que tiene sus propios planes para los códigos y que ha estado manipulando a Harp para que le ayude a evadir el ojo del mando militar. Noquea a Harp y lo deja a un lado de la carretera donde es recogido por los hombres de Sofiya. Leo se reúne con Koval para darle los códigos, pero lo mata cuando Koval se niega a darle acceso a un silo de misiles nucleares. Harp informa a Sofiya y a su comandante de las acciones de Leo, y éstos se dan cuenta de que Leo está planeando lanzar los misiles nucleares para golpear a los Estados Unidos, con el fin de evitar que libren más guerras en el futuro. Harp se ofrece como voluntario para infiltrarse en el silo y descubre que Leo ha tomado el control. Desactiva a Leo, pero no antes de que éste inicie el lanzamiento de un misil, explicando que su objetivo era que el programa de supersoldados androides acabara en fracaso. Harp escapa mientras el silo es destruido por un ataque de drones antes de que el misil pueda ser lanzado, destruyendo a Leo. Harp regresa al campamento Nathaniel y recibe los elogios de su comandante, que le informa de que vuelve a casa. Harp abandona entonces la base.

## Reparto
- Anthony Mackie como el Capitán Leo, un oficial militar androide
- Damson Idris como el teniente Thomas Harp, un piloto de drones
- Emily Beecham como Sofiya
- Kosar Pourreza como Lara Thomas
- Michael Kelly como el Coronel Eckhart
- Pilou Asbæk como Victor Koval
- Kristina Tonteri-Young como Corp. Mandy Bale
- Bobby Lockwood como Reggie
- Elliot Edusah como Adams

## Producción
La película se anunció en junio de 2019, con Anthony Mackie como protagonista y productor, y Mikael Håfström como director. Damson Idris y Emily Beecham se unieron al reparto el mes siguiente. Michael Kelly y Pilou Asbæk firmaron más tarde. El rodaje comenzó alrededor de Budapest en agosto de 2019, con una duración de ocho semanas.

## Estreno
Outside the Wire fue lanzada por Netflix en formato digital el 15 de enero de 2021. La película fue la más vista en la plataforma durante su fin de semana de debut. El 20 de abril de 2021, Netflix informó que la película fue vista por 66 millones de hogares durante su primer trimestre.

## Recepción

### Crítica
En el agregador de reseñas Rotten Tomatoes, la película tiene un índice de aprobación del 36% basado en 85 críticas, con una calificación media de 4.9/10. El consenso de los críticos de la página web dice: "Una diversión de ciencia ficción útil, Outside the Wire tiene suficiente acción para mantener a los espectadores mirando, incluso si no es probable que recuerden mucho más tarde". Según Metacritic, que ha calculado una puntuación media ponderada de 45 sobre 100 basada en 15 críticos, la película ha recibido "críticas mixtas o medias".
David Ehrlich, de IndieWire, calificó la película con una C y escribió que "... el resultado de los esfuerzos [de los guionistas] es un trozo de ciencia ficción de alto concepto de 'película de Netflix de la semana' que lucha con algunas grandes preguntas sobre el futuro de la guerra moderna a través de un concepto que se acerca peligrosamente a Chappie".